# Західні Ганги
Західні Ганги (ಪಶ್ಚಿಮ ಗಂಗ ಸಂಸ್ಥಾನ) — династія, що правила частиною південного Індостану після занепаду Паллавів. Ця династія керувалася магараджами, першим з яких був Конгані-варман Мадгава. Правління цієї династії тривало 650 років. Була повалена державою Чола.

## Історія
Стосовно походження династії існує багато історичних легенд та міфів. Згідно одних — Ганги мають північне походження, згідно інших — південне (із сучасного Карнатака або Тамілнаду).
В цілому утворення держави Західних гангів пов'язують з південним походом Самудрагупти у 350 році. Першим володарем став Конгані-варман Мадґава, що прийняв титул магараджи. Територія цієї держави була відома під назвою Гангаваді (з 725 року ця назву офіційно затвердилася), обіймала значну частину Карнатаки (ці землі здебільшого були отриманні до 430 року). Столицей спочатку був Колар, з початком посилення її було у 390 році перенесено до Талаванапура (сучасний Талакад на річці Кавері, в окрузі Майсур).
За контроль над південь Індостану Західні Ганги стикнулися з державами Кадамба, Паллава, Пандья й Чера. До 520 року в союзі із Чалук'я вони завдали рішучої поразки Кадамбі, захопивши у тої південні райони.
З посиленням влади Чалук'я Західні Ганги вимушено визнають формальну залежність від цієї держави. Разом з ними виступають проти інших держав Індостану, особливо Паллавів. Конфлікт з Паллавами посилюється у 690-х роках, особливо запеклі війні тривали у 710-720-х роках, що тривали за правління магараджи Дурвініти. Перемогу було досягнуто лише за магараджи Шріпуруши (одного з найуспішніших володарів), який у 730-х роках здолав Нанді-вармана II. Втім нова війна з Пандьєю завершилася поразкою, проте Шріпуруша досяг миру завдяки династичної угоди.
В цей час на півночі владу захопили Раштракути, які у 753 році повалили Чалук'їв. на відміну від останніх раштракутські володарі поставили за мету підкорення усього півдня Індостану. У цій боротьбі Західні Ганги за магарджей Шивамари II й Рачамалли I намагалися зберегти свою незалежність. Втім раштракутські війська на чолі із Дхрувою та Говіндою III завдали нищівної поразки Західним Гангам, які вимушені були визнати себе данниками. Водночас Гангів пов'язали з Раштракутами численні династичні шлюби. З цього моменту західні Ганги забезпечували захист кордонів імперії Раштракутів на півдні, брали участь у всіх їх походах (проти раджпутів, Гуджара-Пратіхарів, Чола). Найзначущою була поміч Бутуги II у перемозі над Чолами у 924 році при Таколамі. Цей період відомий першою згадкою про м. Бангалор (890 рік).
Ситуація для Західних гангів погіршилася у 982 році, після повалення династії Раштракутів Західними Чалук'ями та Чола. В цих обставинах володарі Рачамалла IV, Рачамалла V та Неєтімарга Перманаді вимушені були стримувати військовий тиск Чола. Проте у 999 році зазнали остаточної поразки, а 1000 році держава Західних гангів припинило своє існування.
Деякі дрібні раджі з роду Західних Гангів існували як васали Чола та Хойсалів до XIII ст.

## Адміністрація
Спочатку державне управління розвивалося під впливом імперії гуптів, а згодом Західними Гангами багато було запозичено від Чалук'я.
Уся держава поділялася на провінції (раштри), які складалися з районів (деса), а ті — з сіл (наду), що керувалися старійшинами (грамаврідхами). Таких наду нараховують до 1000.
Державний апарат складався з першого міністра (сарвадхікарі), скрабника (шрібхандарі), чиновника на кшталт міністра закордонних справ (сандхівірграґі)., головного міністра (магапрадхана), міністра (прадхана), завідувача царського палацу (нійогі), чиновник на кшталт мажордома (пад'яра).
Основними військовими посадами були командир (данданаяка), командир корпусу слонів (ґаджасагані), командувач кавалерією (тхурагасагарі).
Знать займала як цивільні, так й військові посади, могла мати від магарджи земельні пожалування. Такі землевласники називалися арасами.

## Релігійна політика
За час існування цієї держави її володарі переважно підтримували або сповідували джайнізм (особливо починаючи з VIII ст.). Водночас зберігав вплив індуїзм у вигляду шиваїзму, брахманізму, ведичного вішнуїзму. Брахмани залишалися доволі впливовою кастою. В цілому магараджи сповідували релігійну терпимість.
Перші володарі були затятими шиваїстами та прихильниками брахманізму. У VI–VII ст. поступово набуває вплив ведичний вішнуїзм. Про це свідчить приналежність царської родини та дотримання ними таких ведичних ритуалів, як ашвамедхі (жертвоприношення коня) і хіраньягарбха.
Починаючи з магараджи Шівамари силу набувають джайністи, проте згодом деякий вплив повертають прихильники шиваїзму.

## Економіка
Основу наповнення скарбниці складали якісна податкова система та результат від реалізації сільськогосподарської продукції (цукрової тростини, бетеля, дагусу, кокосового горіха, олії, рису), тваринництва. Сільське господарство було доволі розвинене й давало гарний результат завдяки сприятливим ґрунтам, клімату, а також діям влади з меліорації, зрошення засіяних ділянок.
Більша частина землі належала державі в особі магараджи. Землями також розпоряджалися сільські громади, магараджа наділяв землею вождів племен, аристократів, військових, численні храми. Часто храми або видатні службовців позбавлялися плати за землю. Такі ділянки називалися манья.
Податки розподілялися на внутрішні, тобто на користування землею (антхакара), зовнішні, тобто збори й мита на імпортні товари (шуліка) подарунки магарджі від залежних володарів (уткота). Усі вони переважно були у натуральному вигляді. Існували також грошові виплати (хіран'я). Кожен із цих податків розподілялися в залежності від соціального стану на підвиди (на товари феодала, місцевий податок на сільськогосподарські угіддя, на корів, військові податки).

## Архітектура
Вплив релігійних течій відображено у зведенні храмів, монументів, різних святинь. Яскравим прикладом впливу джайнізму є монументу Гоматешвара (18 м заввишки), Шраванабелагола, Камбадахаллі (споруджені з 900 до 1000 року). Поряд з Гоматешварою розташовані три стовпи (магастхамбхи).
Водночас мистецтво Західних Гангів відчуло вплив Паллавів та Чалук'я. Це особливо помітно у стелах, стовпах, та монолітах (в основі розташовувався лев, архітектурні обломи були горизонтальними), сама шикхара (вид храму) мала східчастий вигляд. Найвідомішими індуїстськими храмами цього періоду — Рамешвара (м. Нарасамангала), Нагешвара (м. Бегур), Калешвара (м. Аралагуппе).
Особливого успіху було досягнуто у створенні скульптур міфічних героїв та богів. Тут помітна анатомічна точність, пропорційна точність й симетрія, що при цьому поєднувалося зо артистизмом і майстерністю.

## Магараджи
- Конгані-варман Мадгава (350—370)
- Мадгава I (370—390)
- Гарі-варман (390—410)
- Вішнугора (410—430) разом з Мадгава II
- Мадгава III (430—469)
- Авініта (469—529)
- Дурвініта (529—579)
- Мушкара (579—604)
- Полавіра (604—629)
- Шрівікрама (629—654)
- Бхувікарма (654—679)
- Шивамара I (679—726)
- Шріпуруша (726—788)
- Шивамара II (788—816)
- Рачамалла I (816—843)
- Егеганга Неєтімарга I (843—870)
- Рачамалла II (870—907)
- Егеганга Неєтімарга II (907—921)
- Нарасімха (921—933)
- Рачамалла III (933—938)
- Бутуга II (938–961)
- Марулаганга Неєтімарга (961–963)
- Марасімха Satyavakya II (963–975)
- Рачамалла IV (975—986)
- Рачамалла V (986—999)
- Неєтімарга Перманаді (999)